# بنفسج السيدة

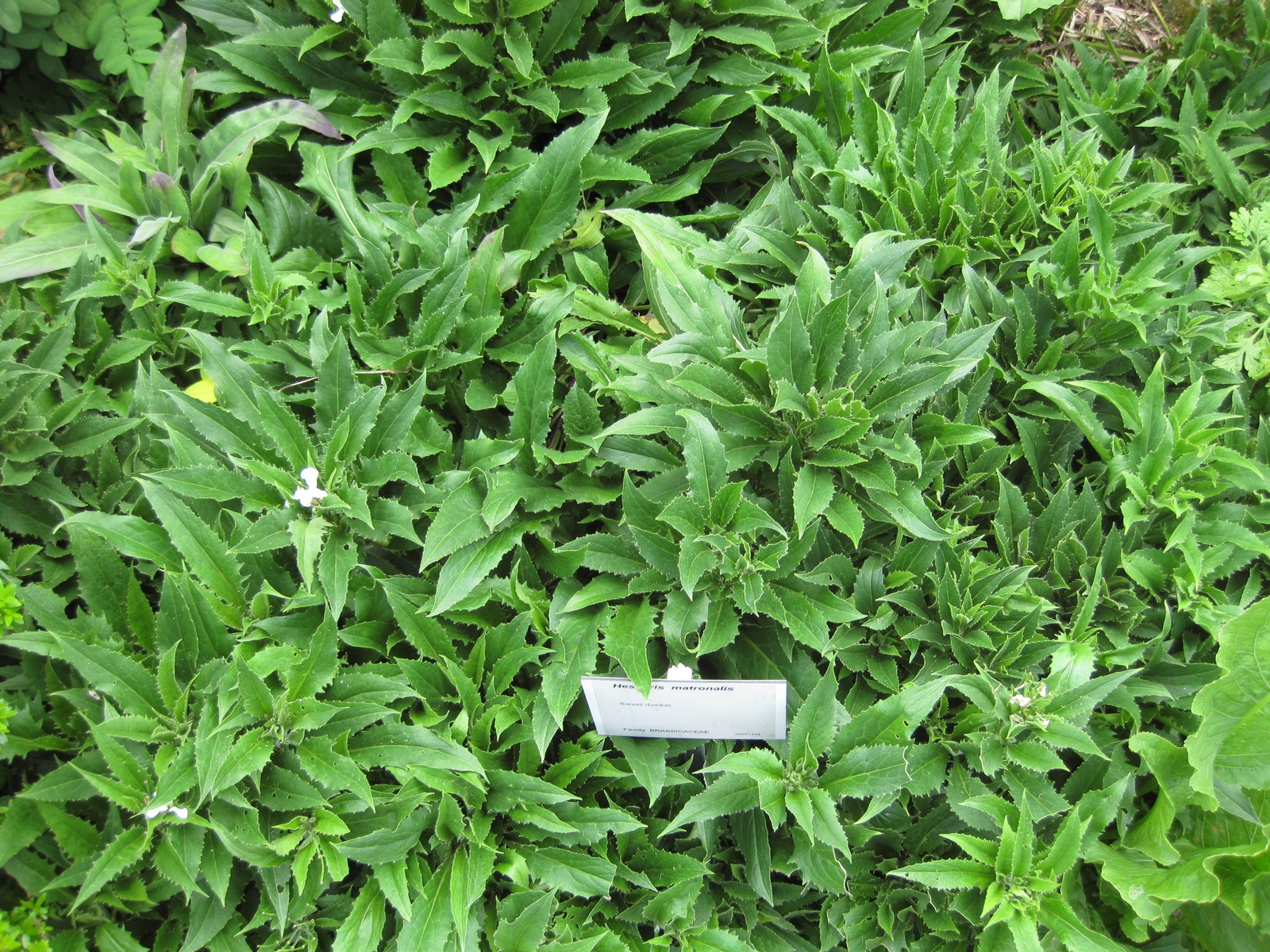
أوراق النبات.

بنفسج السيدة  أو البنفسج الدمشقي أو زهرة الماء أو الجوليانا النسائية أو زهرة المساء الجميلة أو لورانس زهرة الصباح (الاسم العلمي: Hesperis matronalis) هو نوع من النباتات العشبية من الفصيلة الكرنبية.

## روابط خارجية
- Chisholm, Hugh, ed. (1911). "Dame's Violet" . Encyclopædia Britannica (بالإنجليزية) (11th ed.). Cambridge University Press.